# D.C.II Fall in Love 〜ダ・カーポII〜 フォーリンラブ
『D.C.II Fall in Love 〜ダ・カーポII〜 フォーリンラブ』は、CIRCUSより2009年12月18日に発売されたアダルトゲームソフトである。通称『D.C.II F.L.』。

## 概要
『D.C.II 〜ダ・カーポII〜』シリーズのファンディスク。2008年5月に発売された『D.C.II P.S.』から追加された新ヒロイン6人にフィーチャーしたエピソード「あふた〜すと〜り〜ず」「風見学園演劇部 〜秋公演〜」、本編のプレストーリー「アルティメットプレストーリーズ」、シリーズのヒロインが総登場する「恋のアルティメットバトル」が収録されている。
ディレクター・シナリオ担当の雨野智晴によれば、『D.C.II』本編の1年後（2007年4月）に発売されたファンディスク『D.C.II Spring Celebration 〜ダ・カーポII〜 スプリング セレブレイション』では初代のヒロイン6人をフィーチャーしたため、『D.C.II P.S.』以降に追加された6人を中心にしたファンディスクを作りたいと考えて本作品を企画した。2009年内に2本のファンディスクを打診された雨野は、6月にサイドストーリー集『D.C.II To You』、12月に大規模ファンディスクである本作品をリリースすることとした。
本作品と同時発売された『D.C.II 〜ダ・カーポII〜 ご入学ご卒業セット（スターターパック）』は、本作品の初回限定版と『D.C.II P.C. 〜ダ・カーポII〜 プラスコミュニケーション』『D.C.II S.C.』（Vista対応版）のセットになっている。

## 作品内容
（出典：）

### あふた〜すと〜り〜ず
新規ヒロイン6人のその後を描く後日談。
エリカ編「主導権はやっぱりわたし!」
義之とエリカが付き合い始めて3年後、学園で生徒会長選挙が近づいてきた。現会長の杏や義之は、次の会長候補としてある人物に目を付ける。
麻耶編「心はじけるとき」
最後の文化祭まであと半月。義之たちのクラスの出し物として、委員長の麻耶は伝説の企画の復活「セクシー寿司パーティR」を提案する。
茜編「ちょっとだけ、おもいで」
秋の連休、義之・茜・杏・小恋の4人は温泉旅行へ出かける。茜の妹・藍が見せたかった景色を、茜は杏と小恋に見せようとする。
まゆき編「Ready Go!」
義之と恋人になってラブラブのまゆきは、陸上の競技会のためにライバル・今井めぐみと一緒に温泉旅館へ合宿に出かける。「最近のまゆきはたるんでいる」とめぐみは義之に協力を願い、「まゆきを本気にさせる作戦」を決行する。
アイシア編「Tweeny Fairy」
義之とアイシアが付き合い始めて十ヶ月後、平和な芳乃家にドタバタ騒動が勃発する。
まひる編「ちいさな夏の大きな想い」
義之がまひると別れて8ヶ月後、義之とミキはまひるのことが忘れられないでいた。義之はまひると一緒にやりたいことを様々に想像する。

### 風見学園演劇部 〜秋公演〜
2058年度の文化祭で、演劇部の協力を得て、雪村杏が監督を務めた自主映画を上映するという設定の劇中劇（アナザーストーリー）。
エリカ編「怪盗プリンセス・雪月花を狙え」
義之とエリカはごく普通の夫婦だったが、実はエリカは怪盗プリンセス。ある日クラスメイトの杏の家に、怪盗プリンセスから秘宝「雪月花」を盗むという予告状が届くが、他の組織もその秘宝を狙って動き出す。
麻耶編「その日、ロボットは夢を見た」
卒業後、一緒に天枷研究所で働く義之と麻耶は、お手伝いロボット「μ」を世界中に普及させたが、一方で大きな反発が起きる。
茜編「朝焼け色の雪」
冬休みにスキー旅行へ出かけた義之と茜だが、雪山で事故を起こして遭難してしまう。避難場所を探して彷徨う2人は、古びた洋館を見つけて潜り込む。
まゆき編「失恋タイムマシン」
恋人のまゆきと大喧嘩してしまった義之は、その過去を無かったことにしようと“タイムマシンを開発した”と噂の水越先生の元を訪れる。積極的な水越先生に、義之は未完成のマシンの実験台にされてしまう。

### アルティメットバトル!
秋風のアルティメットバトル!
「春風のアルティメットバトル」「薫風のアルティメットバトル」に続く、アルティメットプレストーリーズ三部作最終章。舞台は秋の文化祭になっており、作中には『D.C.II feat YUN2!』のネタがある。
恋のアルティメットバトル!
義之が誰とも付き合っていない状態からスタートする、まひる・アイシアを除く10人のヒロインによる義之争奪戦。本編の最終シナリオ「D.C.」のアフターストーリーである。
恋のアルティメットバトル延長戦! 〜in朝倉家〜
「恋のアルティメットバトル!」から2ヶ月後。年越しを間近に迎えた朝倉家で起こる、音姫・由夢による義之争奪戦。
上記以外にも『D.C.II S.C.』に収録されていた「春風のアルティメットバトル」と「薫風のアルティメットバトル」も再収録されている。

## スタッフ
- ディレクター 雨野智晴
- シナリオ 雨野智晴、たけうちこうた、望月JET、桑原文彦、日富美信吾、愛羽、ごとうしん、ほっしー
- 原画 たにはらなつき、みつまむ、かゆらゆか、立羽、鷹乃ゆき

## 主題歌
グランドオープニングテーマ「Graduation from yesterday」
作詞・作曲：tororo、編曲：安瀬聖、歌：yozuca*
「あふた〜すと〜り〜ず」オープニングテーマ「恋のローラーコースター」
作詞・作曲：yozuca*、編曲：lotta、歌：橋本みゆき
「風見学園演劇部 〜秋公演〜」オープニングテーマ「一緒にDO MY BEST!!」
作詞・作曲：rino、編曲：河合英嗣、歌：朝倉音姫（ひなき藍）、朝倉由夢（きのみ聖）、月島小恋（立花あや）
「アルティメットバトル」オープニングテーマ「Love Motion」
作詞・作曲：rino、編曲：河合英嗣、歌：美郷あき
グランドエンディングテーマ「桜風」
作詞・作曲：rino、編曲：大久保薫、歌：CooRie
デモムービーソング「ダ・カーポII 〜あさきゆめみし君と〜 Xmas Ver.」
作詞・作曲：tororo、歌：yozuca*

## 関連CD
D.C.II Fall in Love 〜ダ・カーポII〜 フォーリンラブ ボーカルミニアルバム
2010年1月27日発売。